# Liste der Staatsdinosaurier der Bundesstaaten der Vereinigten Staaten
Dies ist eine Liste der offiziellen Staatsdinosaurier der Bundesstaaten der Vereinigten Staaten und des Districts of Columbia. Diese Dinosaurier gelten als bundesstaatliche Wahrzeichen in den jeweiligen Bundesstaaten der Vereinigten Staaten:
| Bundesstaat          | Dinosaurier                | Datum           | Abbildung |
| -------------------- | -------------------------- | --------------- | --------- |
| Colorado             | Stegosaurus armatus        | 28. April 1982  |           |
| Connecticut          | Dilophosaurus              | 10. Juli 2017   |           |
| District of Columbia | Capitalsaurus              | 10. Juni 1998   |           |
| Iowa                 | Tyrannosaurus              | 1992            |           |
| Maryland             | Astrodon johnstoni         | 1. Oktober 1998 |           |
| Missouri             | Hypsibema missouriensis    | 9. Juli 2004    |           |
| New Jersey           | Hadrosaurus foulkii        | 13. Juni 1991   |           |
| Oklahoma             | Acrocanthosaurus atokensis | 2006            |           |
| Texas                | Paluxysaurus jonesi        | 2009            |           |
| Wyoming              | Triceratops                | 18. März 1994   |           |